# Sari Sarkomaa
Sari Johanna Sarkomaa, née le 24 septembre 1965 à Tampere, est une femme politique finlandaise membre du Parti de la coalition nationale (Kok).
Elle est députée au parlement finlandais depuis 1999 et ministre de l'Éducation entre 2007 et 2008.

## Biographie

### Engagement politique
Elle entre en 1997 au conseil municipal d'Helsinki. Aux élections législatives du 21 mars 1999, elle devient députée de la circonscription d'Helsinki. Elle se fait en outre élire conseillère régionale d'Uusimaa en 2001.
À l'occasion des législatives du 16 mars 2003, elle remporte un second mandat, avec 5 355 voix de préférence. Ayant quitté son mandat régional l'année d'après, elle est réélue parlementaire lors des élections du 18 mars 2007, totalisant 9 155 voix de préférence.

### Entrée au gouvernement
Le 19 avril suivant, Sari Sarkomaa est nommée ministre de l'Éducation dans le gouvernement de coalition de centre-droit du Premier ministre libéral Matti Vanhanen. Elle démissionne au bout de dix-huit mois, le 19 décembre 2008, pour passer plus de temps avec sa famille.
Elle conserve son mandat au cours des élections législatives du 17 avril 2011, en remportant 7 457 voix de préférence. Elle est ensuite portée à la présidence de la sous-commission des Affaires municipales et sanitaires. Au cours du scrutin du 19 avril 2015, elle garde son siège, avec 7 052 voix de préférence.

### Vie privée
Elle épouse Kim Ruokonen en 1998. Ils vivent dans la capitale Helsinki, dans la région d'Uusimaa.